# Podjebrád Apollónia münsterbergi hercegnő
Podjebrád Apollónia (1492/1496. július 25. – 1529. március), 
csehül: Apolena z Poděbrad, litvánul: Apolonija Podiebradietė, latinul: Apollonia Podiebradensis, németül: Apolonia von Podiebrad, lengyelül: Apolonia z Podiebradów, születése jogán cseh királyi hercegnő és münsterbergi hercegnő, a sziléziai Strehlenben katolikus klarissza apáca lett, majd lutheránus hitre tért, férjhez ment, és házassága révén a Pomezániai Székeskáptalan első lutheránus püspöknéjévé vált. I. (Podjebrád) György cseh király és IV. (Palaiologosz) János montferrati őrgróf unokája, Podjebrád Katalin magyar királyné unokahúga, Savoyai Lajos és I. Sarolta ciprusi uralkodópár, valamint Palaiologosz Amadea ciprusi királyné nagyunokahúga, továbbá I. Izabella címzetes mallorcai királynő szépunokája és I. Janus ciprusi király ükunokája. A Podjebrád-ház tagja.

## Élete

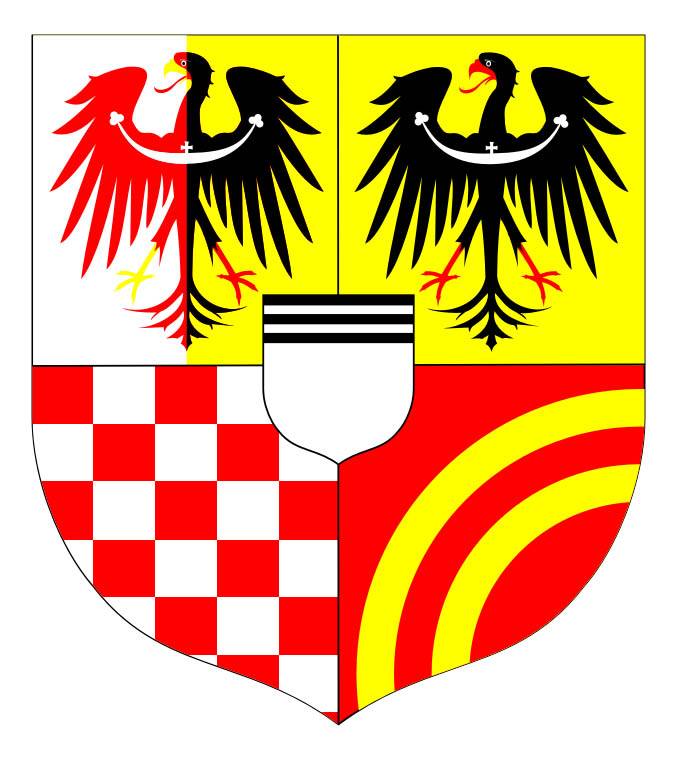
A Pojebrád-ház münsterbergi ágának címere

Édesapja Podjebrád Viktorin (1443–1500) cseh királyi herceg és trónörökös, a sziléziai Münsterberg hercege, I. (Podjebrád) György cseh királynak és első feleségének, Sternbergi Kunigunda (1422–1449) bárónőnek a másodszülött fia, Katalin (Kunigunda) (1449–1464) magyar királynénak az édestestvére, aki 1449. november 11-én látta meg a napvilágot, és az édesanyja után a Kunigunda nevet kapta a keresztségben. Apollónia nagyanyja az ikerlányai születése után pár nappal gyermekágyi lázban halt meg. Nagyapja ezután Rožmital Johanna úrnőt vette feleségül, aki később cseh királyné lett.

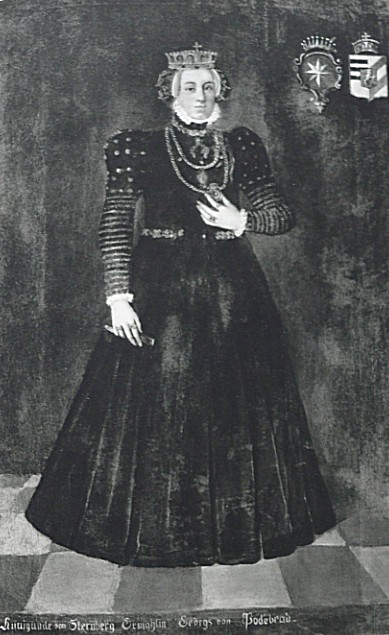
Apollónia püspökné apai nagyanyja, Sternbergi Kunigunda egy XVI. századi festményen

Az édesanyja, Palaiologosz Margit (1459/64–1496) montferrati őrgrófnő, IV. (Palaiologosz) János (1413–1464) montferrati őrgróf és Savoyai Margit (1439–1483) leányaként I. Lajos savoyai herceg (V. Félx (ellen)pápa fia) és Lusignan Anna ciprusi királyi hercegnő (I. Janus ciprusi király lánya) unokája. Palaiologosz Margit hercegné Palaiologosz Amadea ciprusi királynénak, valamint Savoyai Lajos és I. Sarolta ciprusi uralkodópárnak volt az unokahúga.
Margit hercegné Viktorin herceg harmadik felesége volt. Viktorin hercegnek a három házasságából hét gyermeke született, és Apollónia volt testvérei között a legkisebb. Korán árvaságra jutott, feltételezhetően az édesanyja az ő szülésébe halt bele 1496. július 25-én, ahogy az ő nagyanyja is szülés következtében vesztette az életét. Apja 1500-ban halt meg.
A sziléziai Strehlenben katolikus klarissza apáca lett, míg a nővére, Orsolya (Ursula) (1491/95–1534) hercegnő a freibergi magdalénás rend apácája volt, majd a lutheri reformáció hatására 1523-ban Apollónia lutheránus hitre tért, mint ahogy a nővére is, de csak Apollónia ment férjhez.
1527. október 26-án vagy 1528. február 24-én házasságot kötött Erhard von Queisszel (1490 körül–1529), a Pomezániai Székeskáptalan lutheránus püspökével, akinek egy leányt, Máriát (1529–1539) szülte 1529. márciusában, Apollónia azonban gyermekágyi lázban meghalt, akárcsak annak idején a nagyanyja. Hamarosan a férje is meghalt 1529. szeptember 10-én járványos betegség következtében, teljesen árván hagyva újszülött lányukat, akinek a gondozását Apollónia nővére, Orsolya hercegnő vette át 1534-ben bekövetkezett haláláig. A kis Mária pedig  röviddel a 10. születésnapja előtt 1539. január 9. halt meg.

## Gyermeke
- Férjétől, Erhard von Queistől (1490 körül–1529), a Pomezániai Székeskáptalan lutheránus püspökétől, 1 leány:
  - Mária (1529. március – 1539. január 9.)

## Családfa
| I. György cseh király * 1420. IV. 23. † 1471. III. 22. | I. György cseh király * 1420. IV. 23. † 1471. III. 22. |                                                                         |                                                                         | Sternbergi Kunigunda * 1422. XI. 18. † 1449. XI. 19. | Sternbergi Kunigunda * 1422. XI. 18. † 1449. XI. 19. |  |  | IV. János montferrati őrgróf * 1413 † 1464. I. 29. | IV. János montferrati őrgróf * 1413 † 1464. I. 29. |                                                |                                                | Savoyai Margit * 1439. † 1483. III. 9. | Savoyai Margit * 1439. † 1483. III. 9. |
|                                                        |                                                        |                                                                         |                                                                         |                                                      |                                                      |  |  |                                                    |                                                    |                                                |                                                |                                        |                                        |
|                                                        |                                                        |                                                                         |                                                                         |                                                      |                                                      |  |  |                                                    |                                                    |                                                |                                                |                                        |                                        |
|                                                        |                                                        | Podjebrád Viktorin münsterbergi herceg * 1443. V. 29. † 1500. VIII. 30. | Podjebrád Viktorin münsterbergi herceg * 1443. V. 29. † 1500. VIII. 30. |                                                      |                                                      |  |  |                                                    |                                                    | Palaiologosz Margit * 1459/64 † 1496. VII. 25. | Palaiologosz Margit * 1459/64 † 1496. VII. 25. |                                        |                                        |
|                                                        |                                                        |                                                                         |                                                                         |                                                      |                                                      |  |  |                                                    |                                                    |                                                |                                                |                                        |                                        |
|                                                        |                                                        |                                                                         |                                                                         |                                                      |                                                      |  |  |                                                    |                                                    |                                                |                                                |                                        |                                        |
|                                                        |                                                        |                                                                         |                                                                         |                                                      |                                                      |  |  |                                                    |                                                    |                                                |                                                |                                        |                                        |

|  |  |  |  | Podjebrád Apollónia * 1492./1496. VII. 25. † 1529. III. | Podjebrád Apollónia * 1492./1496. VII. 25. † 1529. III. | Erhard von Queis * 1490 körül † 1529. IX. 10. OO 1527. X. 26./1528. II. 24. | Erhard von Queis * 1490 körül † 1529. IX. 10. OO 1527. X. 26./1528. II. 24. |  |  |
|  |  |  |  |                                                         |                                                         |                                                                             |                                                                             |  |  |
|  |  |  |  |                                                         |                                                         |                                                                             |                                                                             |  |  |
|  |  |  |  | Mária * 1529. III. † 1539. I. 9.                        |                                                         |                                                                             |                                                                             |  |  |